# Café Colonial
El café Colonial fue un establecimiento de Madrid situado en el desaparecido número 3 de la calle de Alcalá, junto a la Puerta del Sol. Abierto en 1888, fue albergue de históricas tertulias como la de los ultraístas y los primeros ‘novecentistas’, y por sus mesas pasaron eventuales clientes como Galdós (1895), Rubén Darío (1905), León Trotski (1916) o Jorge Luis Borges (1919). Muy dañado durante la guerra civil española, desapareció al demolerse el edificio en el que se encontraba, convertido en 1944 en el pasaje de la Caja de Ahorros.

## Historia
Instalado en los bajos del palacio de Monterrey -según unas fuentes– y de la oficina de farmacia y laboratorio del doctor Vicente Lomana, el primitivo café Colonial, que llegaría a ser conocido como el «café de los artistas frustrados» (por los muchos bohemios ultraístas y de otras tribus literarias o artísticas que por él pasaron), fue un local clásico del siglo xix con grandes espejos en sus paredes para parecer más amplio, veladores de mármol y divanes tapizados en rojo que le valieron el apodo de “el café de los divanes”. Queda noticia de que solo se cerraba al amanecer para proceder a la limpieza del día. Ocupaba también una sala en el entresuelo con mesas de billar de la marca Brunswick. Los periódicos y cronistas de entresiglos lo describen como el primer local que puso en servicio a cualquier hora del día las “medias raciones”, y los platillos de cocido, pote gallego, paellas en cacerola y solomillos, además del arroz guisado con carne de buey, plato de la casa que se servía a mediodía y a las ocho de la tarde; en 1925, el Colonial anunciaba en la prensa cenas especiales a tres pesetas, desde las 12 horas de la noche.
También fue café con tradición de cómicos al inicio del siglo xx, monstruos de la escena como Enrique Chicote y su inseparable Loreto, divas como Pastora Imperio o cupletistas como “La Chelito”, que alternaban a la salida de la última función con el auténtico regidor del café, el camarero Juanito Cruz, que presumía de ser padre de veintisiete hijos.
Entre los clientes más misteriosos y quizá legendarios se menciona a Natalia Ivanovna Sedova, una alta mujer eslava acompañada de un silencioso Lev (Leiba) Davidovich Bronstein, más conocido por el nombre de León Trotski, que frecuentaron el local en 1916.

## Tertulias
Tanto frecuentaron el Colonial los escritores asignados a la Generación del 98, que parece que fue aquí donde uno de ellos, “Azorín”, los bautizó con tal título generacional. En 1915 ya era tradicional la tertulia literaria compuesta por los periodistas Mariano de Cavia, José Ortega Munilla, Leopoldo Alas «Clarín», Manuel Fernández y González y el filósofo Miguel de Unamuno.
También novecentista, pero con miembros más jóvenes, fue la tertulia de vanguardia que Rafael Cansinos Assens inició en el Colonial y que dio como fruto el manifiesto ultraísta, publicado en 1919. Se reunía todos los sábados a las 12h. de la noche y concluía al amanecer.

## El efímero nuevo Colonial
En el mes de abril de 1936, un nuevo dueño, Ramón Rubio, encargó al arquitecto Adolfo López-Durán Lozano la total remodelación del local. La planta baja se adaptó como bar americano  y en el entresuelo se distribuyeron diez comedores independientes y con los nombres de ilustres clientes a lo largo de la historia, entre ellos el pintor Julio Romero de Torres, el matador Frascuelo, el gran cronista Benito Pérez Galdós, o el libertador José Martí. Pero solo tres meses después de su inauguración estalló la Guerra Civil Española, y en noviembre de 1936 fue casi totalmente destruido por varias bombas incendiarias. Finalmente, los edificios correspondientes a los números 1, 3, 5 y 7 de la calle de Alcalá, fueron demolidos.